# 肯·斯佩恩
约翰·肯尼思·“肯”·斯佩恩（英語：John Kenneth "Ken" Spain，1946年10月6日—1990年10月11日），美国男子篮球运动员。他曾代表美国获得1968年夏季奥运会篮球比赛男子金牌。他于1990年在得克萨斯州休斯敦去世。